# لورا كيلي (سياسية)
لورا كيلي (بالإنجليزية: Laura Kelly)‏ هي سياسية أمريكية من الحزب الديمقراطي ولدت في يوم 24 يناير 1950 في نيويورك. تم إنتخابها في سنة 2018 لتكون حاكمة ولاية كنساس. تحمل شهادة علم النفس من جامعة إنديانا.